# مقام السيدة زينب (دمشق)
مرقد السيدة زينب بنت علي بن أبي طالب أو مسجد السيدة زينب أو مشهد ضريح السيدة زينب أو العتبة الزينبية المقدسة أو الروضة الزينبية الشريفة هي مُسميات تُشير للمكان الذي دفنت فيه زينب بنت علي بن أبي طالب في الشام متضمنًا ضَريحُ قَبرُها وما حولهُ والمسجد الذي تُقام الصلاة فيه وصحنه، إذ يُعد من الأماكن المقدسة عند الشيعة وذات مقامٌ ديني ويُشدون إليها الرِحال أيضًا، كما يعُد أحد المناطق السياحية الدينية المهمة ذات القيمة التاريخية والمعمارية المتميزة في الجمهورية السورية.
يقع المكان في منطقة السيدة زينب على بعد سبعة كيلومترات شرق دمشق.
يزور المسجد مئات الآلاف من الزوار سنوياً وهو يعتبر من أهم المزارات الإسلامية.
كما تَعرض المكان إلى تهديدات أمنية بعد الحرب الأهلية السورية خصوصًا من قبل تنظيم الدولة الإسلامية (داعش).

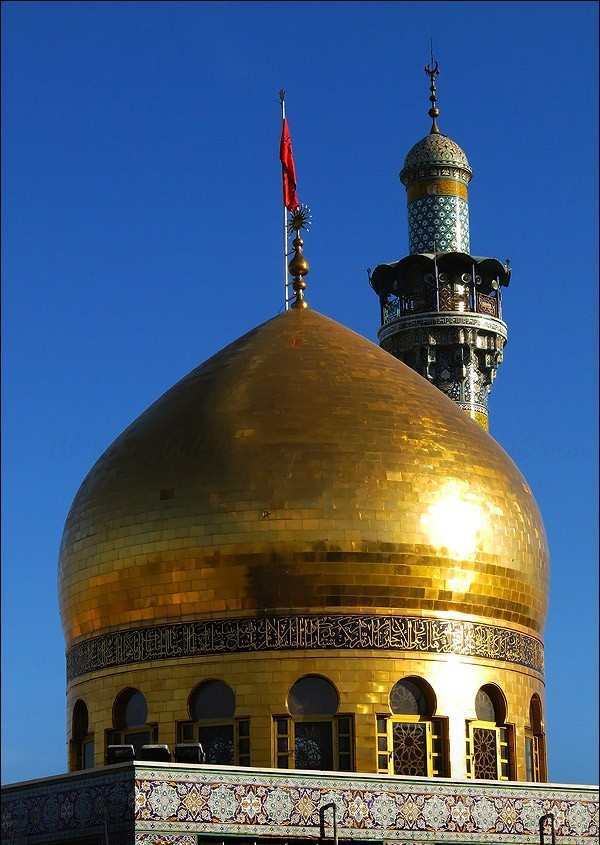
قبة السيدة زينب عليها السلام.

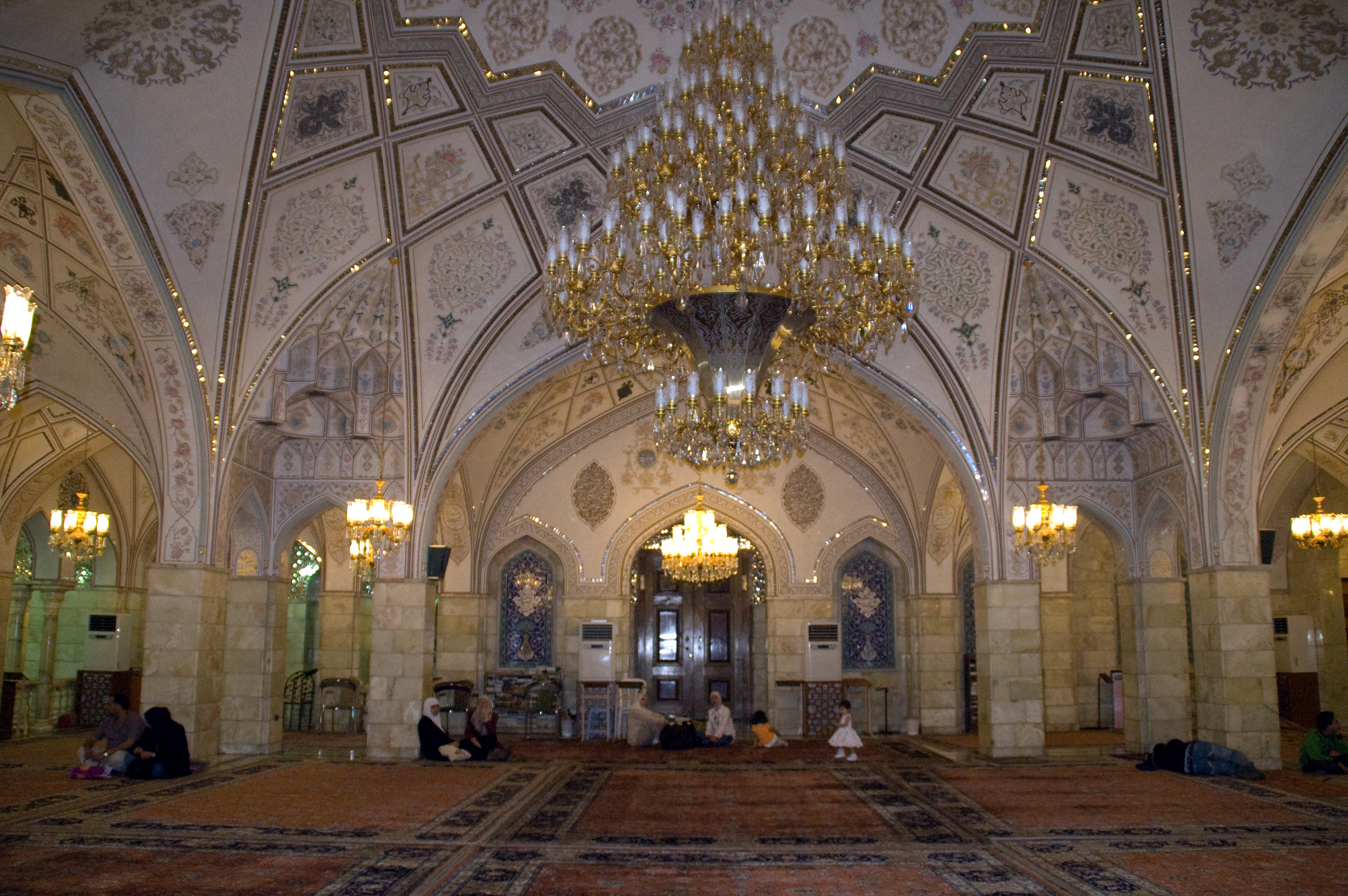
المقام من الداخل.

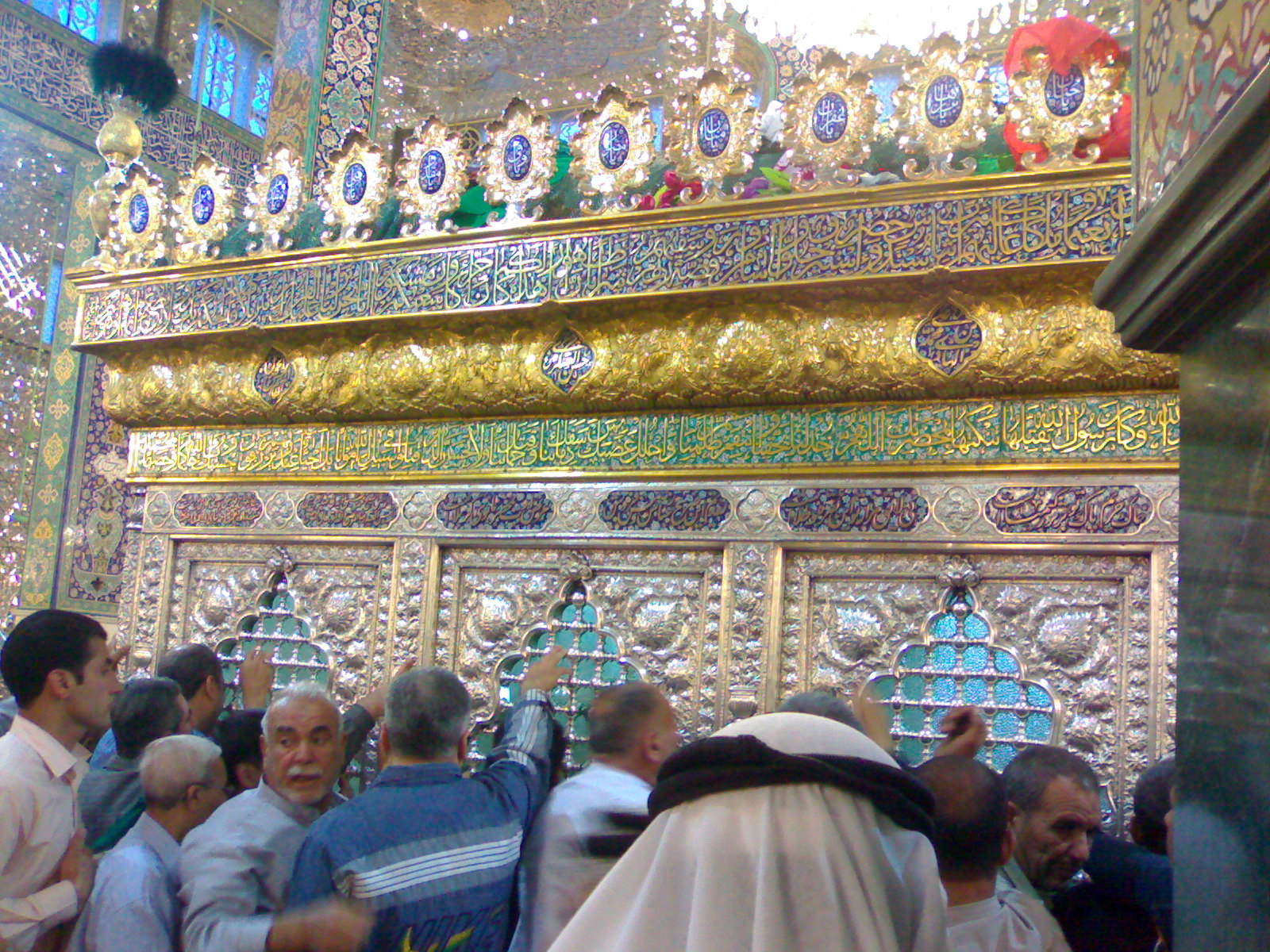
الشباك المقدس، الذي يوجد فيه قبر السيد زينب بنت علي عليه السلام.

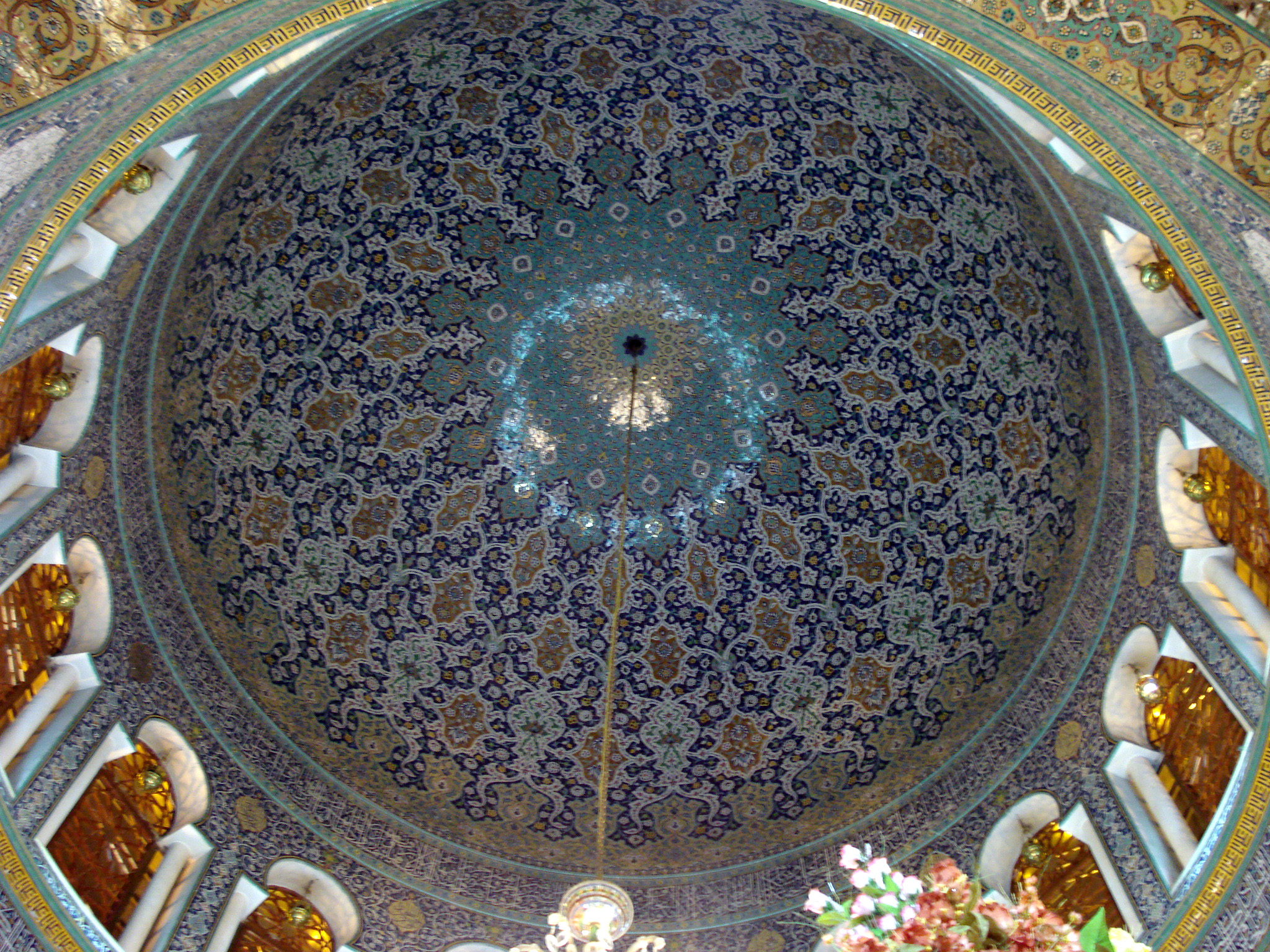
قبة المقام من الداخل.

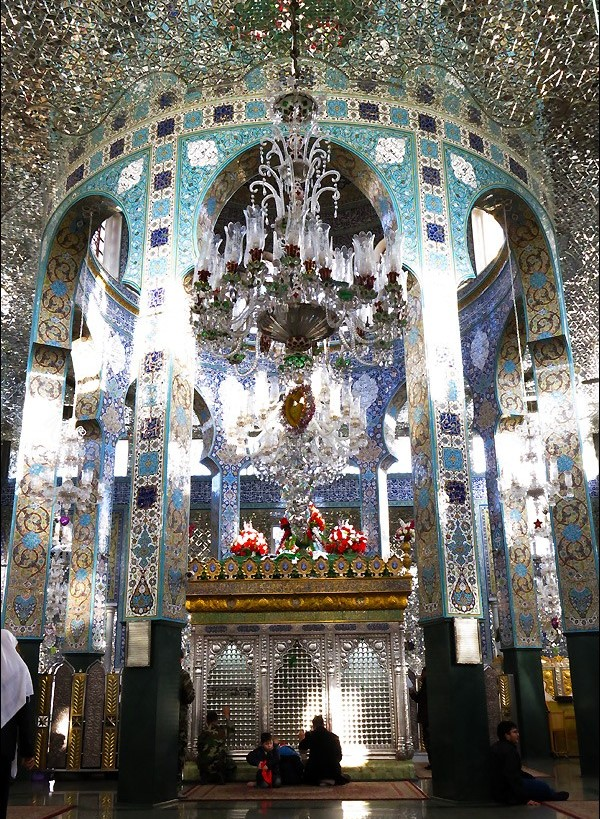
الشباك القديم.

## مراحل تشييد مرقد السيدة زينب
لا توجد معلومات عن تاريخ أول بناء على قبر السيدة زينب ولكن يذكر في سنة 500 هـ/1106م شيد رجل قرقوبي من أهالي حلب مسجداً قرب قبر السيدة وأسماه باسمها.
وفي سنة 768 هـ/1366م أوقف نقيب الأشراف في الشام حسين الموسوي ما يملكه من بساتين وأراض على المقام وقام بتجديد البناء.
كان المقام في ذلك الزمان عبارة عن غرفة صغيرة فيها القبر إلى أن شيد السيد موسى جد المتولين في سنة 1260هـ حرماً حول المقام وقام ببنائه وتعميره ولكنه كان بناء عادياً ولايحمل أي طابع إسلامي.
وفي سنة 1302 هـ/1884م جدّد القبّة السلطان عبد العزيز الأول، وشاركه في ذلك بعض التجار والأثرياء.
وفي سنة 1354 هـ/1935 جددوا المدخل وأنشأت عائلة سادة آل نظام غُرَفَاً حول المقام لإستراحة الزائرين.
وفي سنة 1370 هـ/1950م شكّل محسن الأمين العاملي لجنة من التجّار والأعيان، لتعمير الحرم والصحن والأروقة برئاسته. وكان للحاج محمّد مهدي البهبهاني دورًا أساسيًا في هذه العمارة والتجديد.
وفي العام نفسه أهدى محمّد علي حبيب مؤسّس بنك الحبيب المحدود شباكًا من ذهب وفضة وضع على القبر، وزنه اثنا عشر طنّاً، وذلك بعد أن شافى الله ولده الوحيد من الشلل بعد أنْ عجز عنه الأطباء ببركة السيّدة زينب، وأُستقبل الشباك باحتفال رسمي وشعبي.
وكذلك بنفس السنة، ولأن بقي البناء حتى عام 1370 هـ/1950م أصبح قديماً، فقام السيد محمد رضا المرتضى بإعادة بناء الحرم والقبة وتوسعة الصحن وتشييد مئذنتين، واكسائه بالنقوش والتزيينات وكل ذلك كان على الطراز الإسلامي.
وفي سنة 1373 هـ/1953م أهدى جماعة من التجّار الإيرانيّين شباكًا لقبر السيدة زينب مِن صنع الفنّان الإيراني الحاج محمّد سميع، واستمر في تصنيعه ثلاثين شهراً، وقدّر ثمنه بمائتي ألف ليرة سوريّة آنذاك، وعليه غطاء من البلّور، أحضرتْه بعثة إيرانيّة بإشراف ضابط إيراني، وأُستقبل باحتفال مهيب حضره صبري العسلي رئيس وزارء السوري آنذاك.
وفي عام 1380 هـ/1960م أهدى بعض التجّار الإيرانيون بابًا من ذهب للمقام ومئذنتان بارتفاع 54 مترًا.
وفي نفس العام أهدي للحرم باب ذهبي للمدخل الغربي، وبابان مذهّبان بالميناء للمدخل الشمالي والقبلي.
وتم إكساء قبة السيدة زينب بالذهب من الخارج عام 1413 هـ/1992م.
وفي عام 2022 تم استبدال الشباك القديم الذي كان بتبرع من تجار ايرانيين باخر حديث هدية من الوقف الشيعي العراقي.

## أجزاء الروضة المهمة
يبلغ مساحة المقام حوالي 15,000 مترا مربعاً ويتسع خمسة آلاف شخصاً. ويتكون ذلك من صحن واسع يتوسطه الحرم. وللصحن مدخلان غربي وشمالي، فمدخل الغربي أمام سوق القرية. وفي الطرف الغربي والشمالي للصحن رواق تحيط به الغرف والقاعات ومنها غرف مخصصة لمنام ومبيت الزائرين. وأمّا الحرم له باب مصفح بالنحاس المزخرف والمنقوش.وتم إكساء سقفه وجدرانه بتزئينات ونقوش من المرايا وفق تصميم هندسي بديع. و هناك حجرة خاصة على اليمين من المدخل الغربي فيه ثلاثة قبور، أحدهما قبر السيد محسن الامين العاملي (المتوفى سنة 1372 هـ) صاحب كتاب أعيان الشيعة والآخر قبر الفقيه السيد حسين مكي العاملي (المتوفى سنة 1397 هـ) مع قبر بنت ميرزا تقي البهبهاني المتوفاة سنة 1372 هـ. وفي الطرف الغربي من المقام مسجد حديث بُني سنة 1955، وهو مربع الشكل وذو سقف حجري منوّر ومغطّى بالبلّور.

### الضريح
يقع الضريح الذي ضم في ثراه جسد السيدة زينب تحت صندوق مصنوع من خشب الابنوس المطعم بالعاج والذهب ويحيط به صندوق آخر من الزجاج. ويعلو الصندوق شباك مصنوع من الفضة وموشى بالذهب وعليه كتابات من الآيات القرآنية ونقوش وزخارف مختلفة وأهداه الوقف الشيعي العراقي سنة 1444 هـ/2022م.
يتكون الشباك من هيكل خشبي من الخشب البورمي من أربعة أعمدةٍ ركنيّةٍ رئيسيّة، وعشرة أعمدةٍ وسطيّة تُحاذي مشبّكات الشبّاك (الدهنات)، وأربعة جسورٍ خشبيّة سُفلى تربط الأعمدة الأركان فيما بينها من الأسفل، وتكون رابطةً لها ومغلّفةً بمعدن (الستانلس ستيل) النقيّ وبسُمْك (5 ملم) ليُعطيها متانةً وعمراً أطول، إضافةً إلى أربعة جسورٍ خشبيّة عُليا تربط الأعمدة الركنيّة فيما بينها من الأعلى وتكون رابطةً لها. وتاج الشباك المعدني المنقوش والمزخرف يدويا، صُنّع من معدنَيْ الذهب والفضّة، إضافةً إلى الستانلس ستيل والنحاس. يبلغ وزن الشباك الكلي 7,5 طن وارتفاعه 4,5 متر وعرضه 3,22 متر وطوله 4,22 متر. صنعت جميع اجزاء الشباك الجديد في ورش العتبة العباسية التابعة للوقف الشيعي في العراق واستغرقت عمليه الصناعة سنتان. ونقل من العراق إلى الشام جواً بواسطة طائرات القوة الجوية العراقية.

### القبة الذهبية
يقع فوق القبر مباشرة، قبة يبلغ ارتفاعها عن سطح الأرض 20 مترا وقطرها 10 مترا وتم إكسائها من الخارج بصفائح نحاسية مطلية بالذهب. وامّا من الداخل كسيت جدرانها بالقاشاني المزخرف.
وعلى جانبي القبة تقوم مئذنتان ارتفاع كل منهما 50 متراً وقطرها 2.5 متر، تم إكسائها من الأعلى بالقيشاني المعرق تتخلله أسماء الله الحسنى.

## قبور أعلام مدفونين حول المقام
نظرًا لأهميته الدينية، وخصوصًا لدى الشيعة، فقد احتوت منطقة سيدة زينب عددًا من المقابر حول مقام السيدة زينب، دفن فيها بعض الأعلام والمشاهير، وأكثرهم من الغرباء، فيهم من دفن بالقرب من المقام وفيهم من دفن داخله، وأبرز الشخصيات المعروفة التي دفنت هناك:
- المرجع اللبناني محسن الأمين العاملي.
- المفكر الإيراني علي شريعتي.
- الأديب العراقي مصطفى جمال الدين.
- الشاعر العراقي محمد مهدي الجواهري.
- المؤرخ العراقي هادي العلوي.

## نظريات حول موقع المقام
اختلف الباحثون في مكان قبر السيدة زينب. ومن تلك الأماكن التي اُختُلف فيها :

### الشام
ذكر جمع من المؤرخين والعلماء أن السيدة زينب بنت علي توفيت ودفنت في الشام. وذلك بعد أن سافرت مع زوجها عبد الله بن جعفر إلى الشام، واُختلفت الأسباب حول ذلك، وقيل بسبب المجاعة التي وقعت في المدينة المنوّرة وقتذاك، وقد كانت لعبد الله بن جعفر في ضواحي دمشق ضَيعَة (بستان أو مزرعة) في قرية تسمى بالراوية واشتهرت الآن بالست، فقدمت السيدة زينب إلى هناك، ومكثت عندها مدّةً من الزمن، إلا أن مَرِضَت وماتت ودُفِنت هناك. وهو القول الذي يتفق معه أكثر علماء الشيعة الجعفرية.
وقد زار مقام السيدة زينب المعروف بسوريا عدد من الرحالة والمؤرخين القدامى، ومنهم: ابن جبير، وابن بطوطة، وعثمان بن أحمد الدمشقي، وياقوت الحموي، وابن طولون، وأبو بكر الموصلي، وابن عساكر، وغيرهم.
ويقع في الجهة الجنوبية الشرقية على بعد سبعة كيلومترات من دمشق، وقد أصبحت المنطقة تعرف كلها باسم السيدة زينب.

### المدينة المنورة
قيل أنها دُفنت في المدينة المنورة حيث أرض موطنها، وذكر ذلك فريق من العلماء والمؤرخين، ومنهم: محسن الأمين العاملي، ولعلّه الوحيد من مشاهير علماء الشيعة الذين قالوا ذلك، لأن يرى جل علماء الشيعة الاثنا عشرية أن قبرها في الشام. وإضافة إلى المؤيدين، ابن تيمية وابن عساكر وكذلك ابن الأثير الجزري ومحمد بن جرير الطبري.

ووفقاً لترجيح محمد بخيت المطيعي مفتي الديار المصرية الذي قال: 

وقال الأستاذ والباحث في التاريخ فتحي حافظ الحديدي: 

### مصر
يذكر النسابة العبيدلي أن زينب بنت علي رحلت لمصر حيث يذكر روايات بأنها رحلت لمصر،  وكذلك ذكر ياسر الحبيب، ومحمد صادق الكرباسي في كتابه معجم أنصار الحسين،  ويعتبر البعض أن المدفونة من حفيدات الإمام علي ولعلها هي زينب بنت يحيى المتوج بن الحسن الأنور بن زيد بن الحسن بن علي بن أبي طالب،  وفي رأي آخر أن المدفونة هي زينب بنت أحمد بن محمد بن عبد الله بن جعفر بن محمد بن الحنفية،  ويذكر الشيخ المفيد أن هناك ثلاث بنات للإمام علي باسم زينب وهن زينب الكبرى وزينب الصغرى أمهم فاطمة الزهراء وزينب أخرى أمها أم ولد. وقيل أن أم كلثوم وهي زينب الصغرى توفيت بمصر ودفنت في هذا المكان. وقيل أيضاً أن المدفونة هي زينب التي أمها أم ولد.